# Мисс Вселенная 1956
Мисс Вселенная 1956 (англ. Miss Universe 1956) — 5-й ежегодный конкурс красоты, состоявшийся 20 июля 1956 года в Long Beach Municipal Auditorium, Лонг-Бич, Калифорния, США. За победу на нём соревновалось 30 претенденток. Победительницей стала Мисс США, 19-летняя Кэрол Моррис. Она стала второй победительницей конкурса из США.

## Результаты
| Финальные результаты | Участница |
| -------------------- | --- |
| Мисс Вселенная 1956  | - США — Кэрол Моррис |
| 1-я вице-мисс        | - Германия — Марина Оршель |
| 2-я вице-мисс        | - Швеция — Ингрид Гуде |
| 3-я вице-мисс        | - Англия — Айрис Уоллер |
| 4-я вице-мисс        | - Италия — Россана Галли |

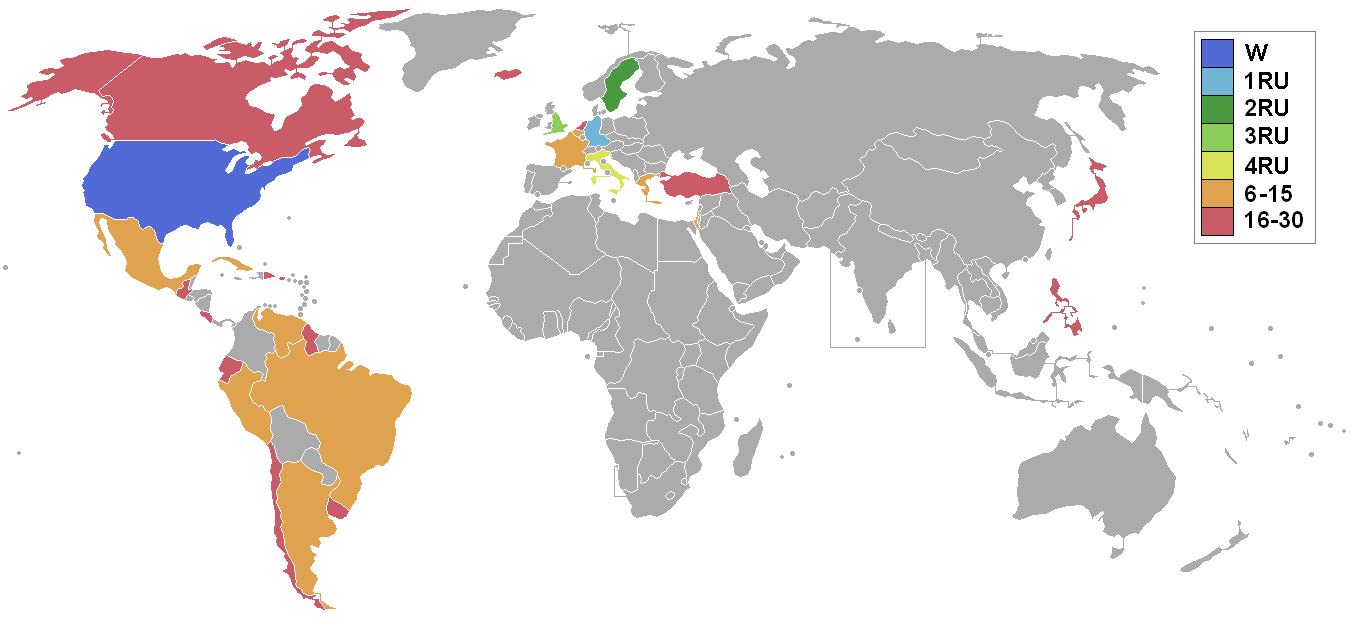
Страны-участницы конкурса «Мисс Вселенная» 1956 года

Топ 5

| Топ 15               | - Аргентина — Илеана Карре - Бельгия — Люсьен Окъе - Бразилия — Мария Жозе Кардозо - Венесуэла — Бланка Эредиа - Греция — Рита Гума - Израиль — Сара Таль - Куба — Марсия Родригес - Мексика — Эрна Марта Бауман - Перу — Лола Сабогаль Марсан - Франция — Анита Трайенс |

### Специальные награды
| Премия                             | Участница                        |
| ---------------------------------- | -------------------------------- |
| Мисс Дружелюбие                    | - Коста-Рика — Анабелья Гранадос |
| Мисс Фотогеничность                | - Германия — Марина Оршель       |
| Самая популярная девушка на параде | - США — Кэрол Моррис             |

## Судьи
- Клод Берр
- Макс Фактор-младший[англ.]
- Бетти Джонс
- Том Келли
- Дороти Кирстен
- Джеймс Ногуэр
- Роберт Палмер
- Винсент Тротта
- Альберто Варгас
- Ирл Уилсон

## Участницы
| Страна                   | Фото | Участница                                        | Дата рождения | Родной город         |
| ------------------------ | ---- | ------------------------------------------------ | ------------- | -------------------- |
| Аляска                   |      | Барбара Селлар (Barbara Maria Sellar)            |               |                      |
| Англия                   |      | Айрис Уоллер (Iris Alice Kathleen Waller)        |               |                      |
| Аргентина                |      | Илеана Карре (Ileana Carré)                      |               |                      |
| Бельгия                  |      | Люсьен Окъе (Lucienne Auquier)                   |               |                      |
| Бразилия                 |      | Мария Жозе Кардозо (Maria José Cardoso)          | 19.03.1935    | Сан-Франсиску-ду-Сул |
| Британская Гвиана        |      | Розалинд Фунг (Rosalind Iva Joan Fung)           |               |                      |
| Венесуэла                |      | Бланка Эредиа (Blanquita Heredia Osío)           | 01.01.1934    | Каракас              |
| Гватемала                |      | Илеана Диас (Ileana Garlinger Díaz)              |               |                      |
| Германия                 |      | Марина Оршель (Marina Orschel)                   | 14.07.1937    | Берлин               |
| Греция                   |      | Рита Гума (Rita Gouma)                           |               |                      |
| Доминиканская республика |      | Ольга Олива (Olga Fiallo Oliva)                  |               |                      |
| Израиль                  |      | Сара Таль (Sara Tal)                             |               |                      |
| Исландия                 |      | Гюдлёйг Гюдмюндсдоуттир (Gudlaug Gudmundsdóttir) |               |                      |
| Италия                   |      | Россана Галли (Rossana Galli)                    |               |                      |
| Канада                   |      | Элейн Бишенден (Elaine Bishenden)                |               |                      |
| Коста-Рика               |      | Анабелья Гранадос (Anabella Granados)            |               |                      |
| Куба                     |      | Марсия Родригес (Marcia Rodríguez)               |               |                      |
| Мексика                  |      | Эрна Марта Бауман (Erna Marta Bauman)            |               |                      |
| Нидерланды               |      | Рита Шмидт (Rita Schmidt)                        |               |                      |
| Перу                     |      | Лола Марсан (Lola Sabogal Marzán)                |               |                      |
| Пуэрто-Рико              |      | Пакита Виво (Paquita Vivo)                       |               |                      |
| США                      |      | Кэрол Моррис (Carol Morris)                      | 26.10.1936    | Омаха                |
| Турция                   |      | Джан Юсал (Can Yusal)                            |               |                      |
| Уругвай                  |      | Титина Агирре (Titina Aguirre)                   |               |                      |
| Филиппины                |      | Исабель Родригес (Isabel Escobar Rodriguez)      |               |                      |
| Франция                  |      | Анита Трайенс (Anita Treyens)                    |               |                      |
| Чили                     |      | Консепсьон Чакана (Concepción Obach Chacana)     |               |                      |
| Швеция                   |      | Ингрид Гуде (Ingrid Goude)                       | 26.05.1937    | Сандвикен            |
| Эквадор                  |      | Мерседес Эспин (Mercedes Flores Espín)           |               |                      |
| Япония                   |      | Ёсиэ Баба (Yoshie Baba)                          |               | Аидзувакамацу        |

## Дополнительно

### Дебютировали
- Британская Гвиана
- Доминиканская Республика
- Нидерланды
- Исландия

### Вернулись
- Турция последний раз участвовала в 1953 году.
- Перу последний раз участвовал в 1954 году.

### Отказались
| - Территории Британской Вест-Индии - Гондурас - Республика Корея - Ливан - Никарагуа | - Норвегия - Сальвадор - Финляндия - Доминион Цейлон |

### Неучастие и замена
- Мисс  Финляндия Мирва Орвокки Арвинен (Mirva Orvokki Arvinen) не участвовала.
- Мисс  Филиппины Эдит Ноубл Накпил (Edith Noble Nakpil) была заменена на Изабель Эскобар Родригес.

### Участие в других конкурсах
- Представительница Англии, Айрис Уоллер, в 1956 году выступила на конкурсе «Мисс мира» (в качестве Мисс Великобритании), но не добилась успеха[1].
- Представительницы Швеции и Нидерландов в 1956 году участвовали в конкурсе «Мисс Европа»: Ингрид Гуде[англ.] (Швеция) стала 1-й вице-мисс, а Рита Шмидт (Нидерланды) — 4-й вице-мисс[1].